# Laxkarpar (ordning)
Laxkarpar (Characiformes) är en ordning benfiskar. Ordningen omfattar cirka 1900 arter i 18 familjer och 270 släkten. Inom ordningen finns kända fiskfamiljer som exempelvis pirayor och tetror. Vissa arter i ordningen används av människan som matfisk, och andra arter uppskattas för sina starka färger och används i akvarier.
Laxkarpar är rovfiskar, och den övervägande majoriteten arter är stimlevande. Deras storlek varierar kraftigt: den minsta arten är cirka 13 mm lång, medan den största kan bli 132 cm.

## Taxonomi
Enligt Oliveira et al. (2011) ingår 23 familjer i ordningen fördelad på två underordningar.
- Underordning Citaharinoidei
  - Citharinidae
  - Distichodontidae
- Underordning Characoidei
  - Acestrorhynchidae
  - Alestidae
  - Anostomidae
  - Bryconidae
  - Chalceidae
  - Laxkarpar (Characidae)
  - Chilodontidae
  - Crenuchidae
  - Ctenoluciidae
  - Curimatidae
  - Cynodontidae
  - Erythrinidae
  - Gasteropelecidae
  - Iguanodectidae
  - Lebiasinidae
  - Hemiodontidae
  - Hepsetidae
  - Parodontidae
  - Prochilodontidae
  - Serrasalmidae
  - Triportheidae